# MTV Europe Music Awards 2021
Die MTV Europe Music Awards 2021 wurden am 14. November 2021 in der Papp László Budapest Sportaréna in Budapest, Ungarn verliehen. Moderatorin war die Rapperin Saweetie. Es war das erste Mal, dass die MTV Europe Music Awards in Ungarn verliehen wurden.
Die Nominierungen wurden von Justin Bieber angeführt, der 8 Nominierungen erringen konnte. Er gewann jedoch keinen einzigen Award. Dahinter folgten Lil Nas X und Doja Cat mit sechs Nominierungen. Als häufigste Gruppe wurde BTS nominiert. Die populäre K-Pop-Gruppe war mit insgesamt vier Awards Abräumer des Abends.

## Kontroverse
Im Vorfeld gab es Bedenken über den Veranstaltungsort und die Wahl des austragenden Landes, da in Ungarn derzeit die LGBT-feindliche Politik der Regierung unter Viktor Orbán vorherrscht. Insbesondere eine Gesetzesnovelle im Juni, die Werbung für Homosexualität und Geschlechtsumwandlungen verbietet, ließ auch die Organisatoren an dem Austragungsort zweifeln.
Letztlich entschied man sich gegen eine Verschiebung und nutzte die Award-Show, um ein Zeichen gegen Homophobie und für Toleranz zu setzen. So ging der Generation Change Award an die ungarische Aktivistin Viktória Radványi, die zum Organisationskreis der Budapest Pride gehört.
Im Rahmen des Generation-Change-Awards wurden außerdem die Künstler Amir Ashour, Matthew Blaise, Sage Dolan-Sandrino und Erika Hilton ausgezeichnet.

## Auftritte

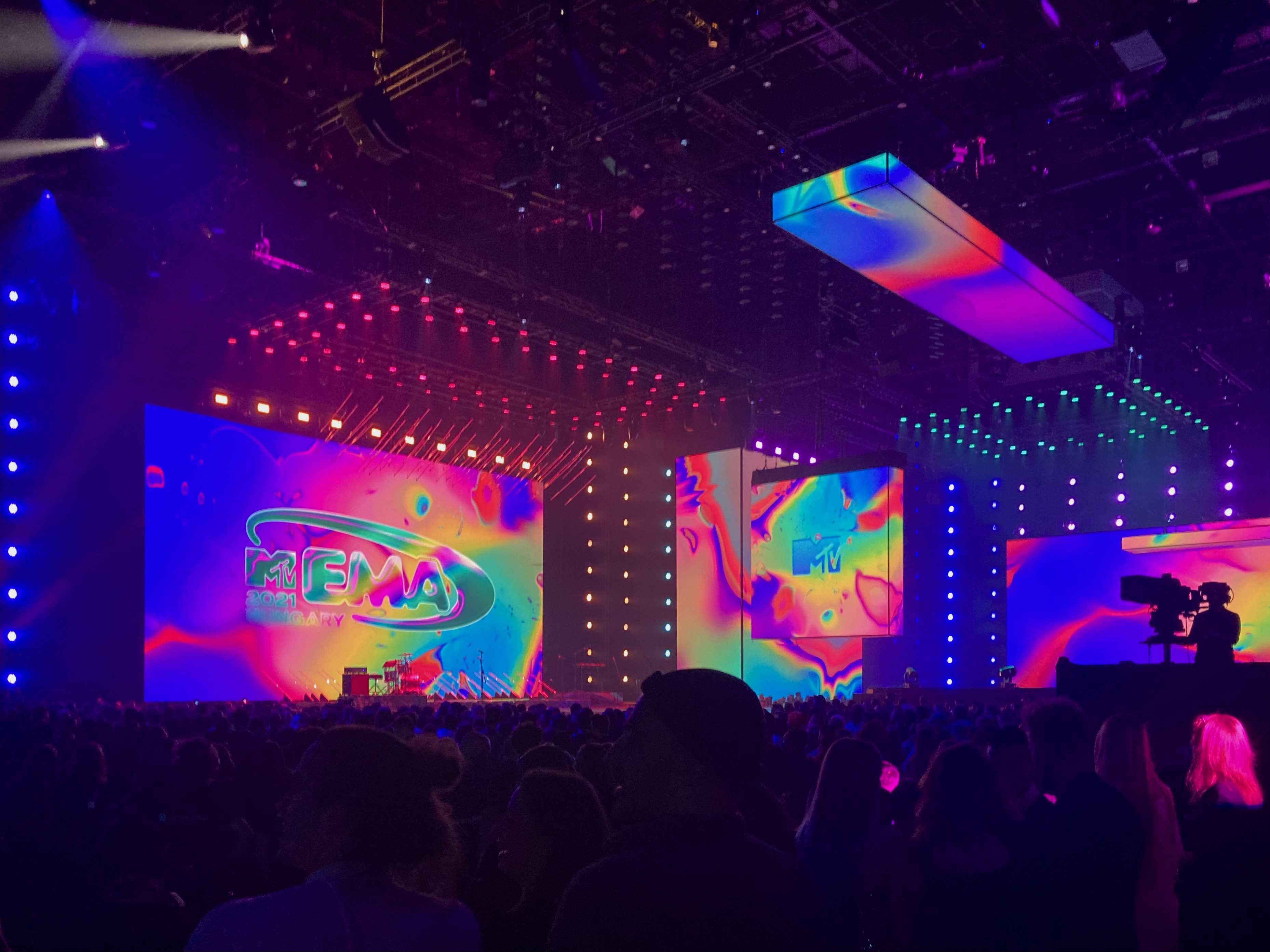
Bühne

Nachdem die Liveauftritte per Publikum bei den MTV Europe Music Awards 2020 wegen der COVID-19-Pandemie ausfallen mussten, konnten diese 2021 wieder stattfinden.
| Künstler            | Songs                              |
| Hauptshow           | Hauptshow                          |
| ------------------- | ---------------------------------- |
| Ed Sheeran          | Overpass Graffiti Shivers          |
| Saweetie            | Tap In Best Friend Out Out         |
| Imagine Dragons JID | Enemy                              |
| Griff               | One Night                          |
| Girl in Red         | Serotonin                          |
| One Republic        | Run (Auftritt auf dem Heldenplatz) |
| Maluma Rayvanny     | Mama Tetema                        |
| Måneskin            | Mammamia                           |
| Kim Petras          | Coconuts Hit It From The Back      |
| YUNGBLUD            | Fleabag                            |

## Sieger und Nominierte
| Best Song | Best Video |
| --- | --- |
| - Ed Sheeran – Bad Habits - Doja Cat (featuring SZA) – Kiss Me More - Justin Bieber – Peaches (featuring Daniel Caesar & Giveon) - Lil Nas X – Montero (Call Me by Your Name) - Olivia Rodrigo – Drivers License - The Kid Laroi und Justin Bieber – Stay               | - Lil Nas X – Montero (Call Me by Your Name) - Doja Cat (featuring SZA) – Kiss Me More - Ed Sheeran – Bad Habits - Justin Bieber – Peaches (featuring Daniel Caesar & Giveon) - Normani (featuring Cardi B) – Wild Side - Taylor Swift – willow |
| Best Collaboration | Best Artist |
| - Doja Cat (featuring SZA) – Kiss Me More - Black Eyed Peas und Shakira – Girl like Me - Lil Nas X und Jack Harlow – Industry Baby - the Kid Laroi und Justin Bieber – Stay - Silk Sonic – Leave the Door Open - The Weeknd und Ariana Grande – Save Your Tears (Remix) | - Ed Sheeran - Doja Cat - Justin Bieber - Lady Gaga - Lil Nas X - The Weeknd |
| Best Group | Best New |
| - BTS - Imagine Dragons - Jonas Brothers - Little Mix - Måneskin - Silk Sonic | - Saweetie - Giveon - Griff - Olivia Rodrigo - Rauw Alejandro - the Kid Laroi |
| Best Pop | Best Electronic |
| - BTS - Doja Cat - Dua Lipa - Ed Sheeran - Justin Bieber - Olivia Rodrigo | - David Guetta - Calvin Harris - Joel Corry - Marshmello - Skrillex - Swedish House Mafia |
| Best Rock | Best Alternative |
| - Måneskin - Coldplay - Foo Fighters - Imagine Dragons - Kings of Leon - The Killers | - Yungblud - Halsey - Lorde - Machine Gun Kelly - Twenty One Pilots - Willow |
| Best Hip-Hop | Best Latin |
| - Nicki Minaj - Cardi B - DJ Khaled - Drake - Kanye West - Megan Thee Stallion | - Maluma - Bad Bunny - J Balvin - Rauw Alejandro - Rosalía - Shakira |
| Best K-Pop | Best Push |
| - BTS - Lisa - Monsta X - NCT 127 - Rosé - Twice | - Olivia Rodrigo - 24kGoldn - Foushée - Girl in Red - Griff - JC Stewart - Jxdn - Latto - Madison Beer - Remi Wolf - Saint Jhn - the Kid Laroi                                                                                                  |
| Biggest Fans | Video for Good |
| - BTS - Ariana Grande - Blackpink - Justin Bieber - Lady Gaga - Taylor Swift | - Billie Eilish – Your Power - Demi Lovato – Dancing with the Devil - Girl in Red – Serotonin - H.E.R. – Fight for You - Harry Styles – Treat People with Kindness - Lil Nas X – Montero (Call Me by Your Name)                                 |

## Regionale Awards
| Europa | Europa |
| Best French Act | Best German Act |
| --- | --- |
| - Amel Bent - Dadju - Jérémy Frérot - Tayc - Vianney                                                                                 | - badmómzjay - Álvaro Soler - Provinz - Tokio Hotel - Zoe Wees                                                               |
| Best Hungarian Act | Best Israeli Act |
| - Azahriah - Follow the Flow - Halott Pénz - Margaret Island - Wellhello                                                             | - Noa Kirel - Eden Ben Zaken - Eden Derso - Noga Erez - Jasmin Moallem                                                       |
| Best Italian Act | Best Nordic Act |
| - Aka 7even - Caparezza - Madame - Måneskin - Rkomi                                                                                  | - Tessa (Dänemark) - Drew Sycamore (Dänemark) - Sigrid (Norwegen) - Swedish House Mafia (Schweden) - Zara Larsson (Schweden) |
| Best Polish Act | Best Portuguese Act |
| - Daria Zawiałow - Brodka - Krzysztof Zalewski - Margaret - sanah                                                                    | - Diogo Piçarra - Bárbara Tinoco - Nenny - Plutónio - Wet Bed Gang                                                           |
| Best MTV Russia Act | Best Spanish Act |
| - Max Barskih - Mari Kraimbrery - Musia Totibadze - Imanbek - Slava Marlow                                                           | - Aitana - Ana Mena - C. Tangana - Colectivo Da Silva - Pablo Alborán                                                        |
| Best Swiss Act | Best UK & Ireland Act |
| - Gjon’s Tears - Arma Jackson - Monet192 - Stefanie Heinzmann - Loredana                                                             | - Little Mix - Dave - Dua Lipa - Ed Sheeran - KSI                                                                            |
| Afrika | |
| Best African Act | |
| - Wizkid (Nigeria) - Amaarae (Ghana) - Diamond Platnumz (Tansania) - Focalistic (Südafrika) - Tems (Nigeria)                         | |
| Asien | |
| Best Indian Act | |
| - Divine - Ananya Birla - Kaam Bhaari × Spitfire × Rākhis - Raja Kumari - Zephyrtone                                                 | |
| Best Japanese Act | Best Korean Act |
| - Sakurazaka46 - Awesome City Club - Eve - STUTS - Vaundy                                                                            | - Aespa - Cravity - STAYC - Weeekly - WEi                                                                                    |
| Best Southeast Asia Act | |
| - JJ Lin (Singapur) - Ink Waruntorn (Thailand) - K-ICM (Vietnam) - Naim Daniel (Malaysia) - Lyodra (Indonesien) - SB19 (Philippinen) | |
| Australien und Neuseeland | |
| Best Australian Act | Best New Zealand Act |
| - Ruel - Amy Shark - Masked Wolf - The Kid Laroi - Tones and I                                                                       | - Teeks - Broods - Jolyon Petch - Lorde - Six60                                                                              |
| Americas | |
| Best Brazilian Act | Best Canadian Act |
| - Manu Gavassi - Anitta - Ludmilla - Luísa Sonza - Pabllo Vittar                                                                     | - Johnny Orlando - Justin Bieber - Shawn Mendes - The Weeknd - Tate McRae                                                    |
| Best Caribbean Act | Best Latin America North Act                                                                                                 |
| - Bad Bunny - Farruko - Guaynaa - Natti Natasha - Rauw Alejandro                                                                     | - Alemán - Danna Paola - Gera MX - Humbe - Sofía Reyes                                                                       |
| Best Latin America Central Act | Best Latin America South Act                                                                                                 |
| - Sebastián Yatra - Camilo - J Balvin - Karol G - Maluma                                                                             | - Tini - Duki - Nicki Nicole - María Becerra - Trueno                                                                        |
| Best US Act | |
| - Taylor Swift - Ariana Grande - Doja Cat - Lil Nas X - Olivia Rodrigo                                                               | |